# Saint-Aignan (Loir i Cher)
Saint-Aignan o Saint-Aignan-sur-Cher és un municipi francès de la regió del Centre - Vall del Loira, departament del Loir i Cher. El 2018 tenia 2.844 habitants.